# Ich will den Kreuzstab gerne tragen

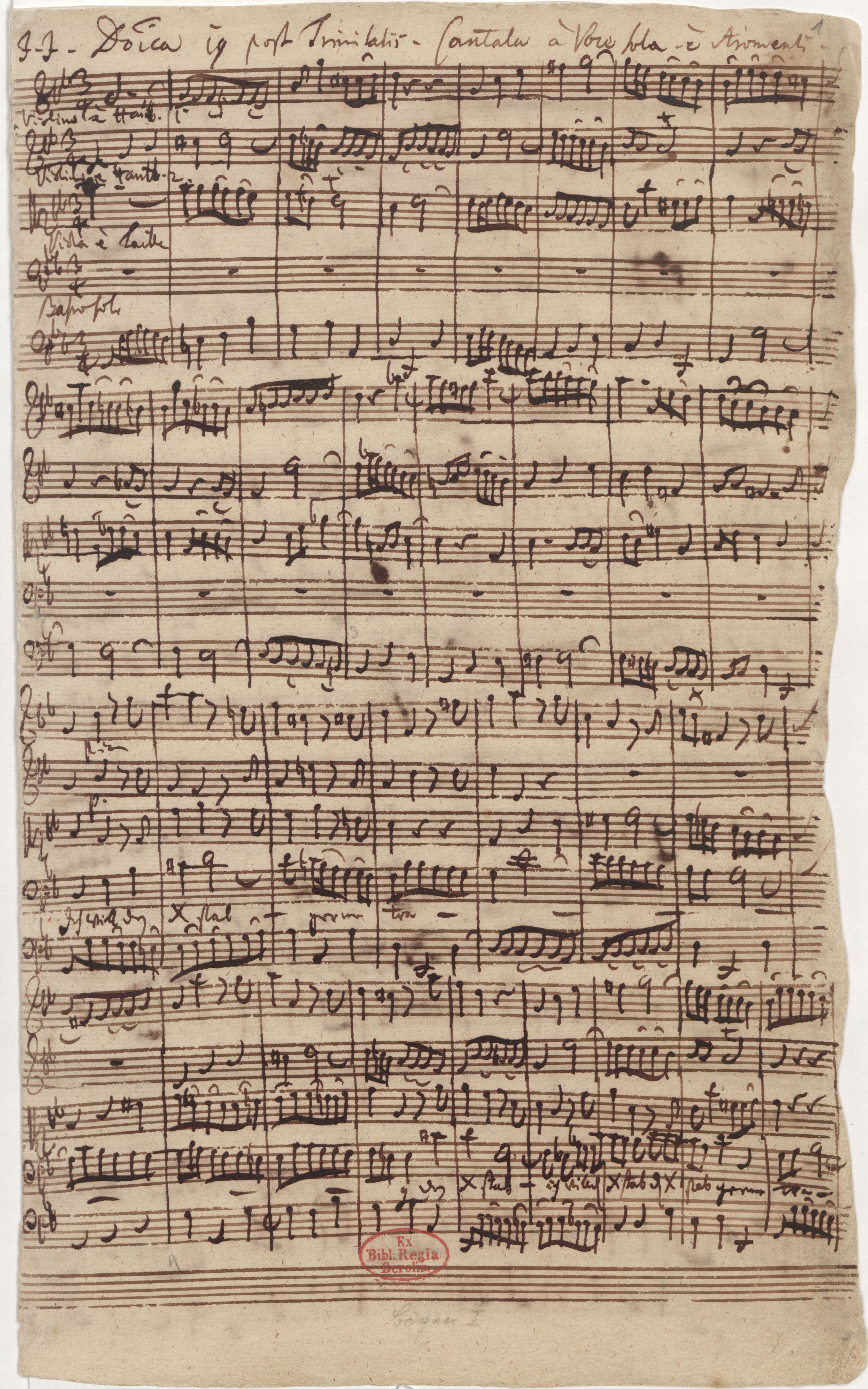
Erste Seite von Bachs Autograph (1726)

Ich will den Kreuzstab gerne tragen (BWV 56), auch Kreuzstabkantate genannt, ist eine geistliche Solokantate für Bass von Johann Sebastian Bach.

## Entstehung
Die Kantate gehört zum dritten Leipziger Kantatenjahrgang. Bach schrieb sie ursprünglich für die Sopranstimme seiner zweiten Ehefrau Anna Magdalena anlässlich des 19. Sonntags nach Trinitatis, der im Entstehungsjahr 1726 auf den 27. Oktober fiel. Die Originalpartitur trägt Bachs handschriftlichen Vermerk „Cantata à Voce Sola e Stromenti“ (Kantate für Solostimme und Instrumente). Es ist eines der wenigen Beispiele, bei denen Bach selbst den musikalischen Gattungsbegriff der Kantate im Autographen verwendet. In den Jahren 1731–1732 adaptierte er das Werk für Alt- beziehungsweise Bassstimme. In letzterer wird es heute üblicherweise aufgeführt.

## Thematik, Aufbau, Stilmittel

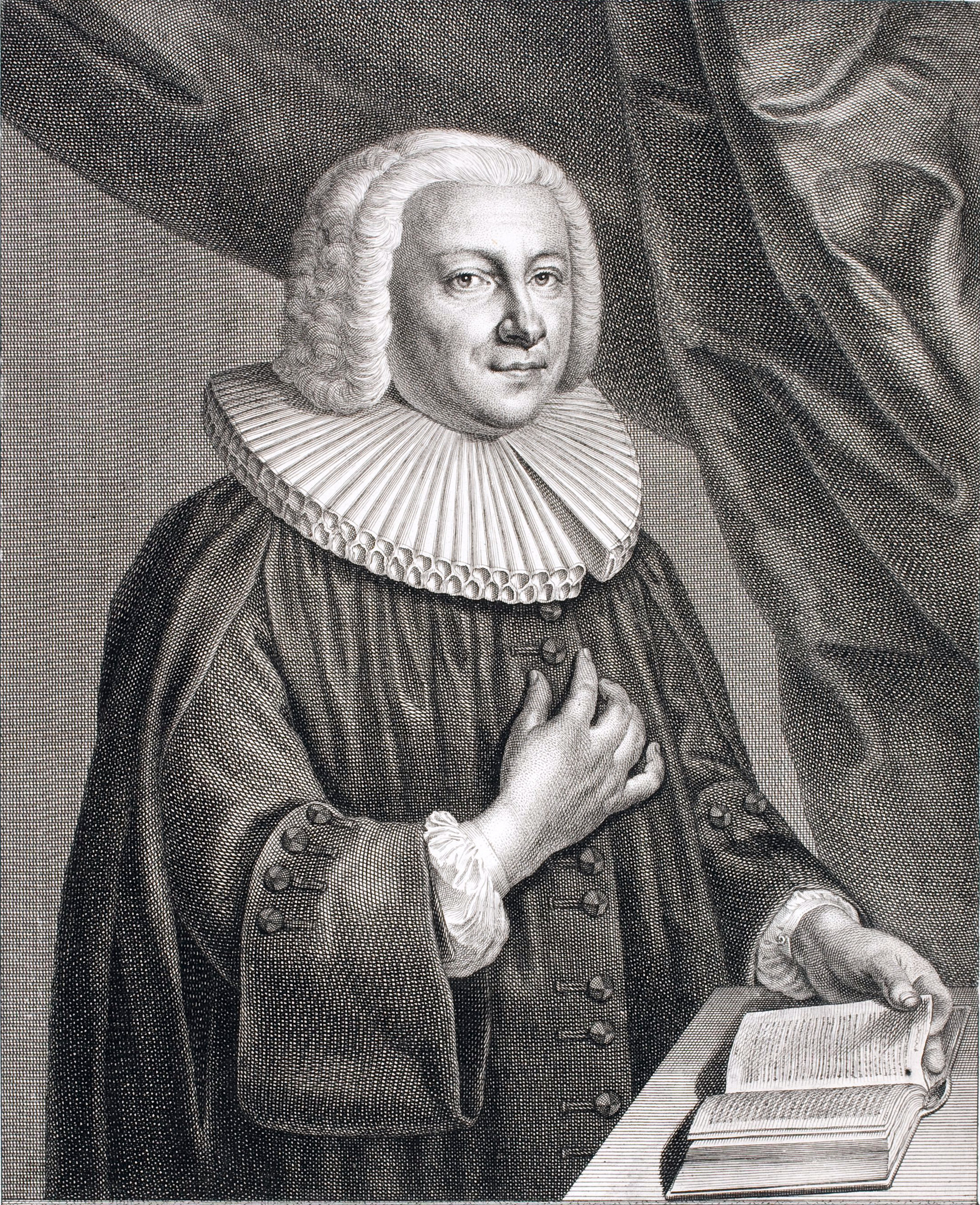
Der Librettist Christoph Birkmann

Der Text, der vom Bachschüler und Theologen Christoph Birkmann stammt, nimmt indirekt Bezug auf die für diesen Sonntag vorgesehene Evangeliumslesung von der Heilung des Gichtbrüchigen (Mt 9,1–8 ), die körperliches Leid und Schmerzen thematisiert, welche das Leben begleiten und die der Gläubige erträgt in der Hoffnung auf Erlösung von den Gebrechen am Ende des Lebenswegs. Das Werk orientiert sich stark am Text und entwickelt die musikalischen Gedanken diesem entsprechend. Bach gestaltet einzelne Worte oder Textstellen des Librettos mit gewissen Stilmitteln.
Die Kantate beginnt mit der Arie „Ich will den Kreuzstab gerne tragen“. Beim ersten Singen des Wortes „Kreuzstab“ (in Bachs Autograph mehrmals als „X stab“ ausgeschrieben) liegt die Silbe „Kreuz“ auf einem Cis, so dass in der Notenschrift ein Kreuz vor der Note steht. Zugleich ertönt die Dissonanz einer übermäßige Sekunde. Das Wort „tragen“ erklingt mit einem Seufzermotiv in der Stimme. Die Stelle „Da leg ich den Kummer auf einmal ins Grab“ fällt metrisch durch unvermittelte Triolen auf und reproduziert gleichzeitig die zuvor gehörten Seufzer in den Oboen. Gemeinsam mit der absteigenden Sext auf dem Wort „Grab“ wurde dies intuitiv wie analytisch als Ausdruck von Todessehnsucht gedeutet.
Das erste Rezitativ „Mein Wandel auf der Welt ist einer Schiffahrt gleich“ beruht auf dem ersten Vers der Lesung „Da trat er (Jesus) in das Schiff und fuhr wieder herüber und kam in seine Stadt“ (Mt 9,1 ). In der Cellostimme verwendet Bach ein Motiv, das der Wellenbewegung des Wassers nachempfunden ist. Als gegen Ende des Rezitativs der Wanderer „aus dem Schiff in meine Statt“ tritt, wird dieses Motiv beendet und wechselt harmonisch nach Dur.
Die zweite Arie feiert tänzerisch und in B-Dur die Botschaft „Endlich wird mein Joch wieder von mir weichen müssen“.
Das zweite Rezitativ endet mit denselben Worten wie schon die erste Arie: „Da leg ich den Kummer auf einmal ins Grab, / Da wischt mir die Tränen mein Heiland selbst ab.“ 
Der abschließende Choral „Komm, o Tod, du Schlafes Bruder“  verleiht der mit dem Ende des Weges verbundenen Jenseitssehnsucht Ausdruck. Der Text beruht auf der sechsten Strophe des  Kirchenliedes „Du, o schönes Weltgebäude“ von Johann Franck aus dem Jahr 1653, die ebenfalls das Bildnis vom Leben als Schifffahrt aufnimmt. Der Choral erscheint auf den ersten Blick einfach. Bach vertont jedoch die Melodie von Johann Crüger im vierstimmigen Chorsatz äußerst kunstvoll. Das erste Wort „Komm“ setzt synkopisch auf dem zweiten Schlag ein. Der Psychologe und Gerontologe Andreas Kruse vergleicht diesen Choral mit dem Abschlusschoral „Ach Herr, laß dein lieb Engelein“ aus Bachs Johannes-Passion und sieht in beiden Fällen „eine eindrucksvolle Gefasstheit, die bedingt ist durch die Gewissheit, dass der Tod zwar einen Abschluss markiert, zugleich aber auch den Ausgangspunkt des ewigen Lebens“.

## Besetzung
- Bass solo, vierstimmiger Chor in der abschließenden Choralstrophe
- Orchester: Oboe I/II, Taille (tiefe Oboe), Violine I/II, Viola, Basso continuo. Bis auf ein Oboensolo in einer Arie gehen die Oboen mit den Streichern colla parte.

## Wirkungsgeschichte
Am Ende von Robert Schneiders Roman Schlafes Bruder improvisiert der Protagonist Johannes Elias Alder den Schlusschoral ‚Komm o Tod, du Schlafes Bruder‘ in ergreifender Weise auf der Orgel und fasst dabei den Entschluss, seinem Leben selbst ein Ende zu setzen.

## Einspielungen (Auswahl)
Die Kantate gehört neben den beiden anderen Bass-Solo-Kantaten BWV 82 und BWV 158 zu den bekanntesten Kantaten und wird dementsprechend häufig eingespielt.
CD
- Kantaten BWV 55, BWV 56, BWV 98, BWV 180. Dominik Wörner, La Petite Bande, Leitung Sigiswald Kuijken. Accent (Vol. 1).
- Cantates pour basses BWV 56, BWV 82, BWV 158. Peter Kooij, La Chapelle Royale, Philippe Herreweghe. Harmonia Mundi France.
- Solo-Kantaten für Bass BWV 82, BWV 158, BWV 56, BWV 203. Dominik Wörner, il Gardellino, Leitung Ryo Terakado. Passacaille, 2013.
- Solo-Kantaten für Bass BWV 82, BWV 158, BWV 56, Arien aus BWV 20, BWV 26, BWV 101 mit Dominik Wörner, Zefiro, Alfredo Bernadini. Arcana 2019.
- Cantatas „Ich will den Kreuzstab gerne tragen“ BWV 56, „Ich habe genug“ BWV 82. Max van Egmond, Baroque Orchestra, Frans Brüggen. Seon / Sony, 1977.

DVD
- Ich will den Kreuzstab gerne tragen. Kantate BWV 56. Rudolf Lutz, Chor und Orchester der J. S. Bach-Stiftung, Klaus Mertens. Samt Einführungsworkshop sowie Reflexion von Oswald Oelz. Gallus Media, 2015.[2]